# William Williams (peintre)
Pour les articles homonymes, voir William Williams (homonymie).
William Lewellin Williams (1727–1791) était un peintre américain né à Bristol, originaire de Caerphilly au Pays de Galles. Il s'installa à Philadelphie en 1747 puis résida quelque temps à New York avant de revenir en Angleterre vers 1780.

## Galerie

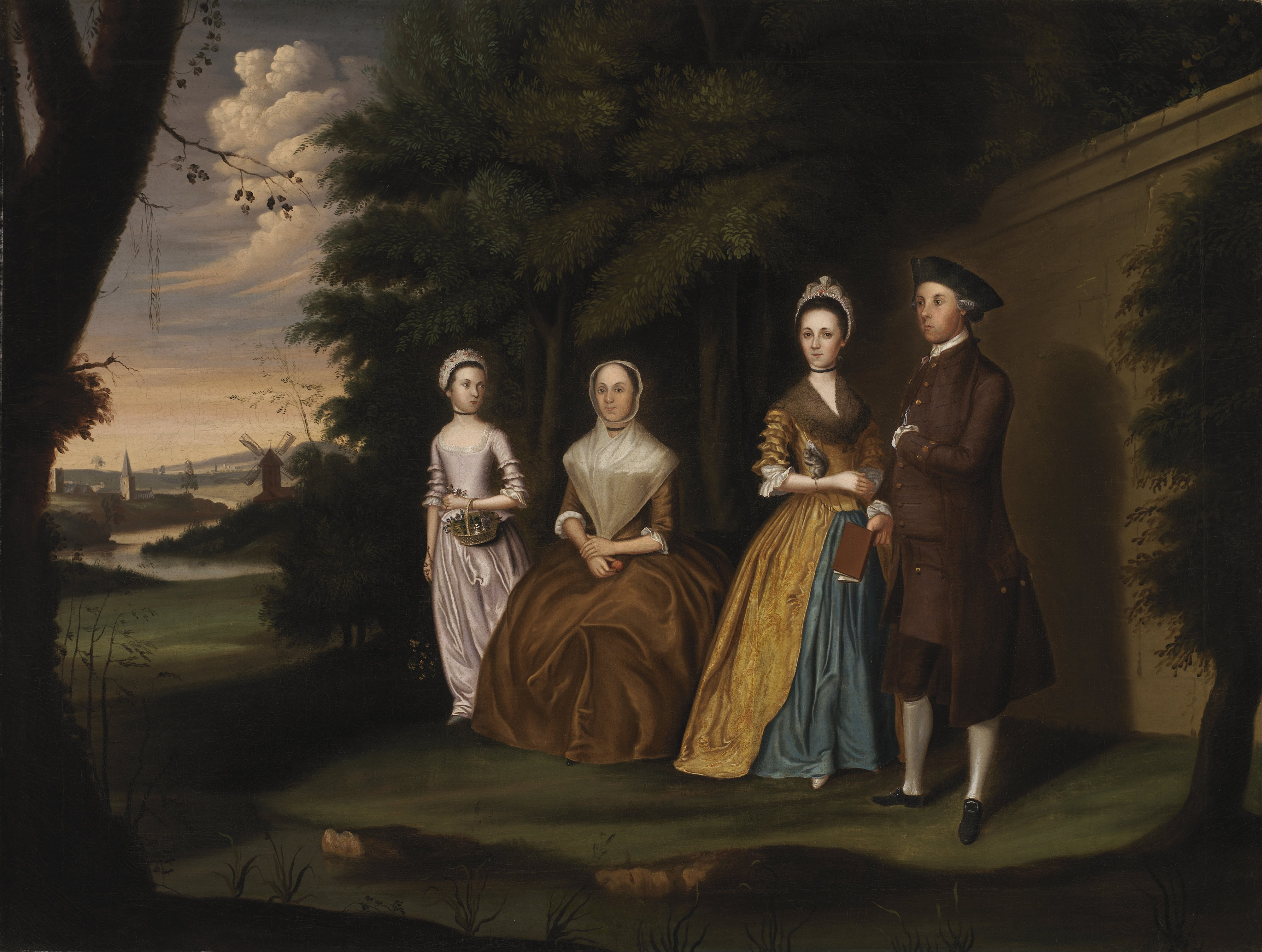
The Wiley Family
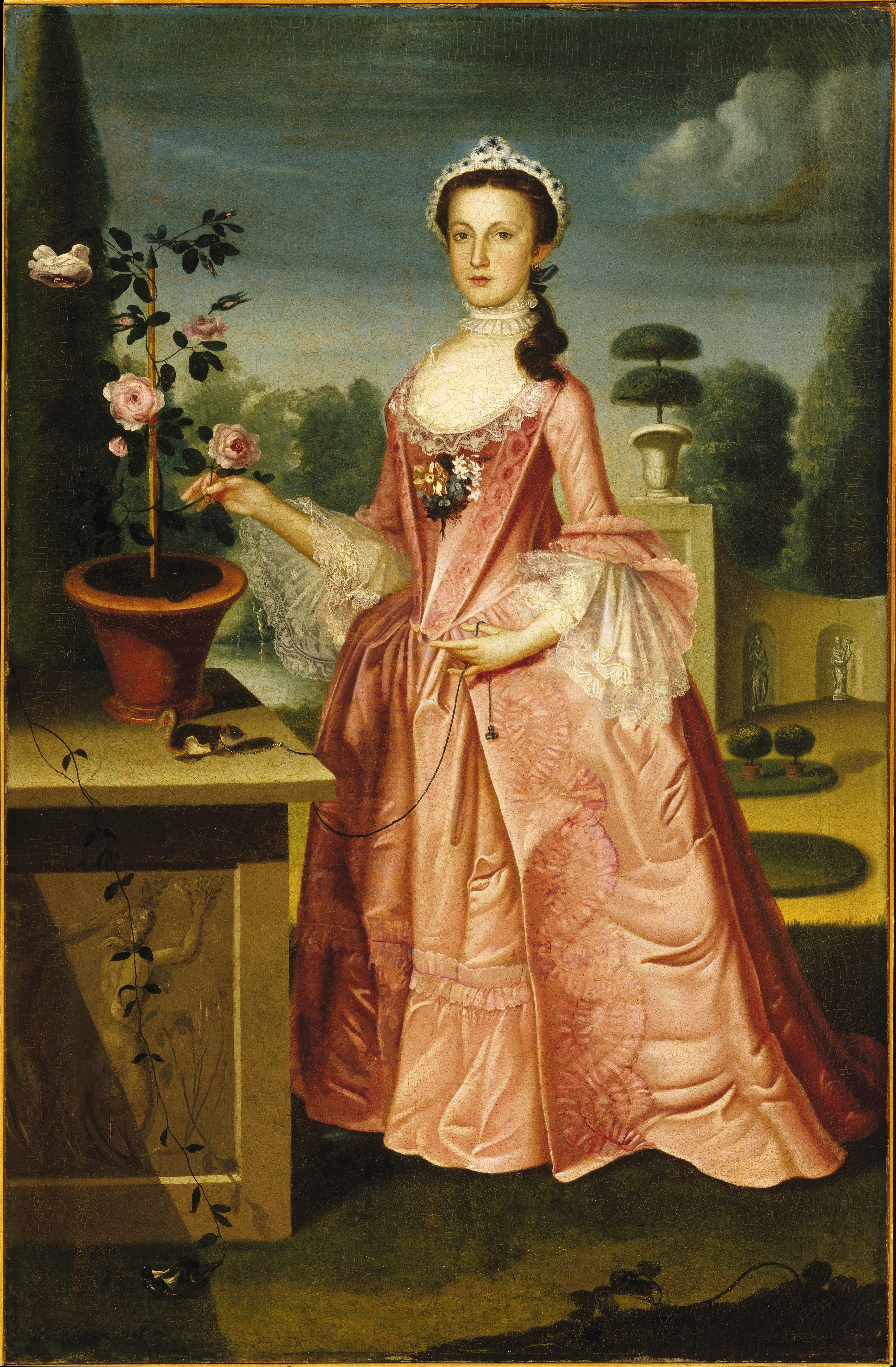
Deborah Hall
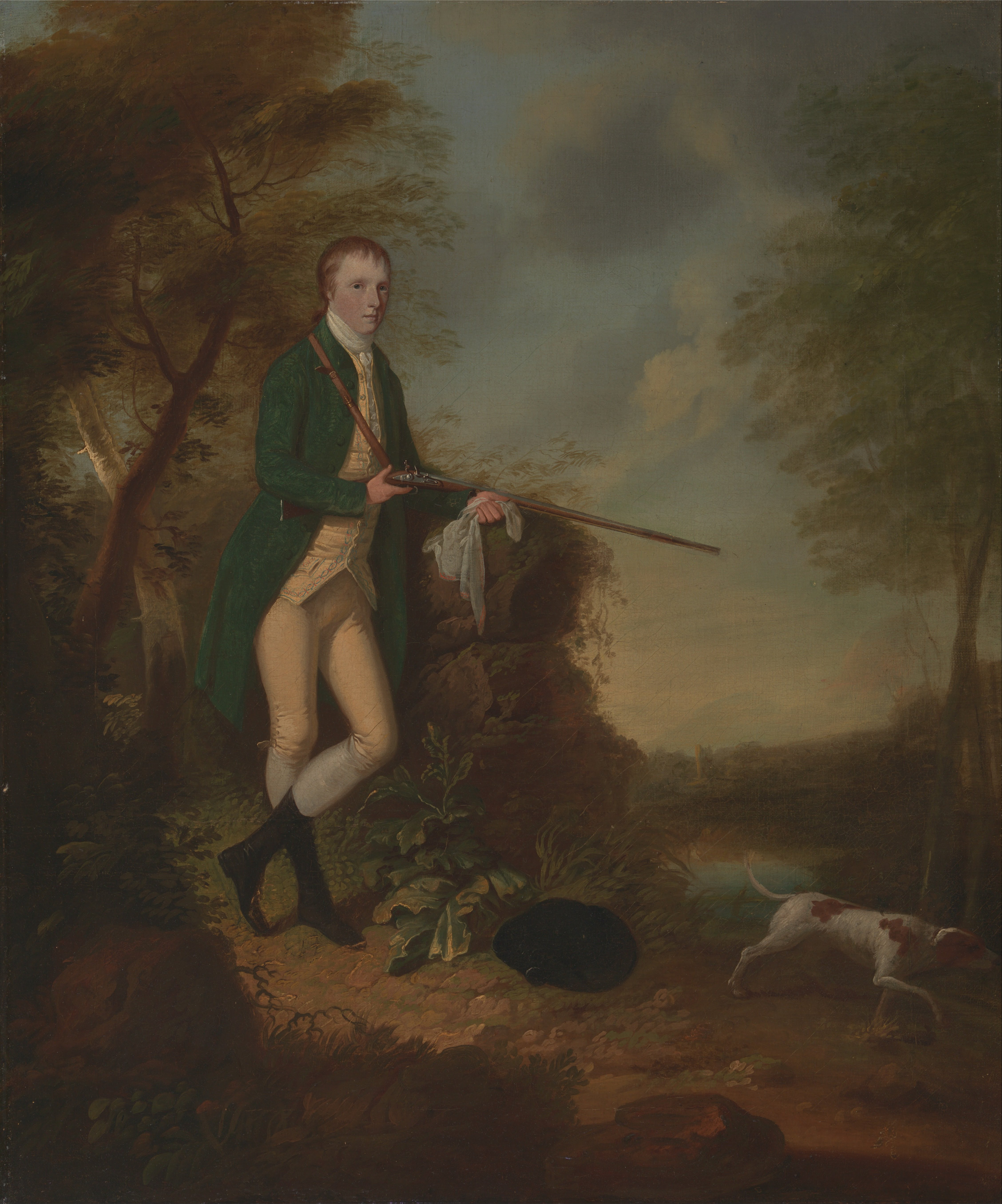
Gilbert McHutchin